# Деян Шорак
Деян Шорак (хорв. Dejan Šorak; нар. 29 березня 1954, Карловаць) — хорватський режисер, сценарист і письменник.

## Життєпис
Закінчив режисуру в Академії драматичного мистецтва в Загребі. Володар багатьох нагород, як-от: «СФЕРА» за найкращий роман, «Золота арена» за сценарій, «Золоті ворота Пули» за найпопулярніший фільм, премія Владимира Назора за найкращий фільм, премія HDFD (Хорватської спілки працівників кіно) та кіностудії Jadran Film за найкращий фільм. Брав участь у фестивалях по всьому світу від Індії до Канади, а його фільм «Офіцер з трояндою» (1987), який показали приблизно в 15 країнах, здобув на кінофестивалі у Пулі 1987 року відзнаку «Золота арена» за найкращий сценарій, присуджену Деяну Шораку, і за найкращу чоловічу роль, якої удостоївся Жарко Лаушевич.

## Режисерсько-сценаристський доробок
- Mala pljačka vlaka (1984) — повнометражний художній фільм
- Oficir s ružom (1987) — повнометражний художній фільм
- Krvopijci (1989) — повнометражний художній фільм
- Vrijeme ratnika (1991) — повнометражний художній фільм
- Garcia (1999) — повнометражний художній фільм
- Dva igrača s klupe (2005) — повнометражний художній фільм

## Літературні твори
- Kontrolna projekcija,  Algoritam, Zagreb, 2000.
- Ja i Kalisto, Algoritam, Zagreb, 2002.
- Američko-hrvatski u boji: saga o filmu, (3 sv: Dio 1: Marija i zvijer, Dio 2: Venecija smrti, Dio 3: Dezdemona i vrag), Algoritam, Zagreb, 2008.
- Gdje je nestala haljina Blažene Djevice Marije Snježne, Algoritam, Zagreb, 2009.
- Čovjek bez dna, Algoritam, Zagreb, 2011.